# Іракський фронт національного діалогу
Іракський фронт національного діалогу (араб. الجبهة العراقية للحوار الوطني al-Jabha al-Iraqia li al-Hiwar al-Watani), також відомий як Хівар, є іракською політичною партією, очолюваною арабами-сунітами.

## Історія
Спочатку сформована для участі у виборах у грудні 2005 року, вона описала себе як несектантську коаліцію, яка хоче покласти край присутності іноземних військ і відновити державні інституції.
Основними компонентами спочатку були:
- Національний фронт Іраку, очолюваний колишнім державним міністром Салехом аль-Мутлаком, який був головним сунітським арабським переговорником щодо конституції.
- Національний фронт вільного та єдиного Іраку Хасана Зайдана
- Християнсько-демократична партія Іраку Мінас аль-Юсуфі
- Демократичний арабський фронт Фархан ас-Судайд
- Рух «Сини Іраку» Алі аль-Сухайрі

До коаліції увійшли араби, курди, ассирійці, єзиди та шабаки.
Фронт «відрізняється» від Ради національного діалогу Іраку, очолюваної Халафом аль-Улаяном, яка є складовою Іракського фронту згоди.
Мутлак агітував проти конституції на референдумі в жовтні 2005 року і відмовився приєднатися до іншого основного списку сунітів, очолюваного арабами, «Фронт згоди Іраку», оскільки найбільший компонент цієї групи, Іракська ісламська партія, підтримала нову конституцію, яку Мутлак відхилив через це. надання федералізму та автономії різним регіонам, а також тому, що це не підкреслювало арабську ідентичність Іраку.
«Фронт» відносно добре виступив на виборах у грудні 2005 року, отримавши 11 місць, але скаржився на поширені фальсифікації виборів і закликав до повторного проведення опитування.
Перед виборами в Іраку 2010 року вона приєдналася до світської коаліції Іраку і отримала 16 з 91 місця в Раді представників Іраку, ставши найбільшою окремою партією з більшістю сунітських арабів.